# Mason City (Iowa)
Mason City es una ciudad ubicada en el condado de Cerro Gordo en el estado estadounidense de Iowa. En el Censo de 2010 tenía una población de 28079 habitantes y una densidad poblacional de 385,9 personas por km².

## Geografía
Según la Oficina del Censo de los Estados Unidos, Mason City tiene una superficie total de 72.76 km², de la cual 72.02 km² corresponden a tierra firme y (1.03%) 0.75 km² es agua.

## Demografía
Según el censo de 2010, había 28079 personas residiendo en Mason City. La densidad de población era de 385,9 hab./km². De los 28079 habitantes, Mason City estaba compuesto por el 93.82% blancos, el 1.81% eran afroamericanos, el 0.27% eran amerindios, el 0.88% eran asiáticos, el 0.02% eran isleños del Pacífico, el 1.26% eran de otras razas y el 1.93% pertenecían a dos o más razas. Del total de la población el 5.05% eran hispanos o latinos de cualquier raza.